# Konti (Burkina Faso)
Konti (alternativ auch Kounti oder Séména) ist ein Dorf in Burkina Faso, in der Region Boucle du Mouhoun, der Provinz Nayala und dem Departement Toma. Konti liegt am südlichen Rand der Sahelzone und hat 345 Einwohner (1996).